# Parque Ambaí
Parque Ambaí é um bairro do município brasileiro de Nova Iguaçu, estando situado no Setor de Planejamento Integrado (SPI) Nordeste deste município, e faz parte da URG Miguel Couto, juntamente com Miguel Couto, Boa Esperança, Grama e Geneciano.
Localiza-se à latitude de  22°42'23" sul e a uma longitude de  43°26'35" oeste, estando a uma altitude de 28 metros. Sua população, 10.317 habitantes (Censo 2000), está distribuída em 1,7 km², perfazendo assim uma densidade demográfica de 6.082 hab/km².
Ainda segundo o Censo 2000, o número de domicílios no Parque Ambaí é 2.747 e a taxa de alfabetização é 88,24%..
As vias de importância são:
- Avenida João Hasche, sobre o leito da antiga Linha Auxiliar da RFFSA. Há um plano para construção do Arco Rodoviário do Rio de Janeiro [3] que utilizaria o leito dessa avenida.